# Eurione
Eurione és una òpera en tres actes composta per Antonio Gaetano Pampani sobre un llibret italià d'Andrea Papi. S'estrenà a Roma el 8 de gener de 1754.
A Catalunya s'estrenà el 1766 al Teatre de la Santa Creu de Barcelona.